# Vitrova Balka, Kobeleakî
Vitrova Balka (în ucraineană Вітрова Балка) este un sat în comuna Butenkî din raionul Kobeleakî, regiunea Poltava, Ucraina.

## Demografie
Componența lingvistică a localității Vitrova Balka
     Ucraineană (95,82%)
     Rusă (1,95%)
     Alte limbi (0,84%)
Conform recensământului din 2001, majoritatea populației localității Vitrova Balka era vorbitoare de ucraineană (95,82%), existând în minoritate și vorbitori de rusă (1,95%) și armeană (1,39%).